# Moto E22i
 (septembre 2024).
Le Moto E22i, est un smartphone développé par Motorola Mobility. Sorti le 11 octobre 2022, il fait partie de la série Moto E.

## Spécifications
Le Moto E22i dispose d'un écran LCD IPS de 6,5 pouces avec une définition de 720 × 1600 pixels et un taux de rafraîchissement de 90 Hz. Il fonctionne sous Android 12 avec une mise à niveau prévue vers Android 13 et est alimenté par un chipset MediaTek G37, avec un processeur octa-core et un processeur graphique GPU  IMG BXM-8-256]. L'appareil est livré avec diverses configurations de mémoire, notamment des options de RAM de 2 Go, 3 Go et 4 Go, et 32 Go ou 64 Go de stockage interne, extensible via une carte microSD. Il abrite une batterie de 4020 mAh et prend en charge la charge filaire de 10 W.

## Appareil photo
Le Moto E22i est équipé d'une configuration à double caméra à l'arrière, comprenant un capteur principal de 16 MP avec une ouverture f/2,4, une détection de phase autofocus (PDAF) et une stabilisation optique de l'image (OIS). La caméra frontale est un capteur de 5 MP avec une ouverture f/2,4.

## Son
Il intègre des haut-parleurs stéréo et la prise en charge de Dolby Atmos.

## Réception
À sa sortie, le Moto E22i a reçu des critiques positives pour sa qualité d'affichage, l'autonomie de sa batterie et sa conception générale. Cependant, les performances de son appareil photo ont été jugées adéquates mais pas exceptionnelles.